# Gwendolyn Knight

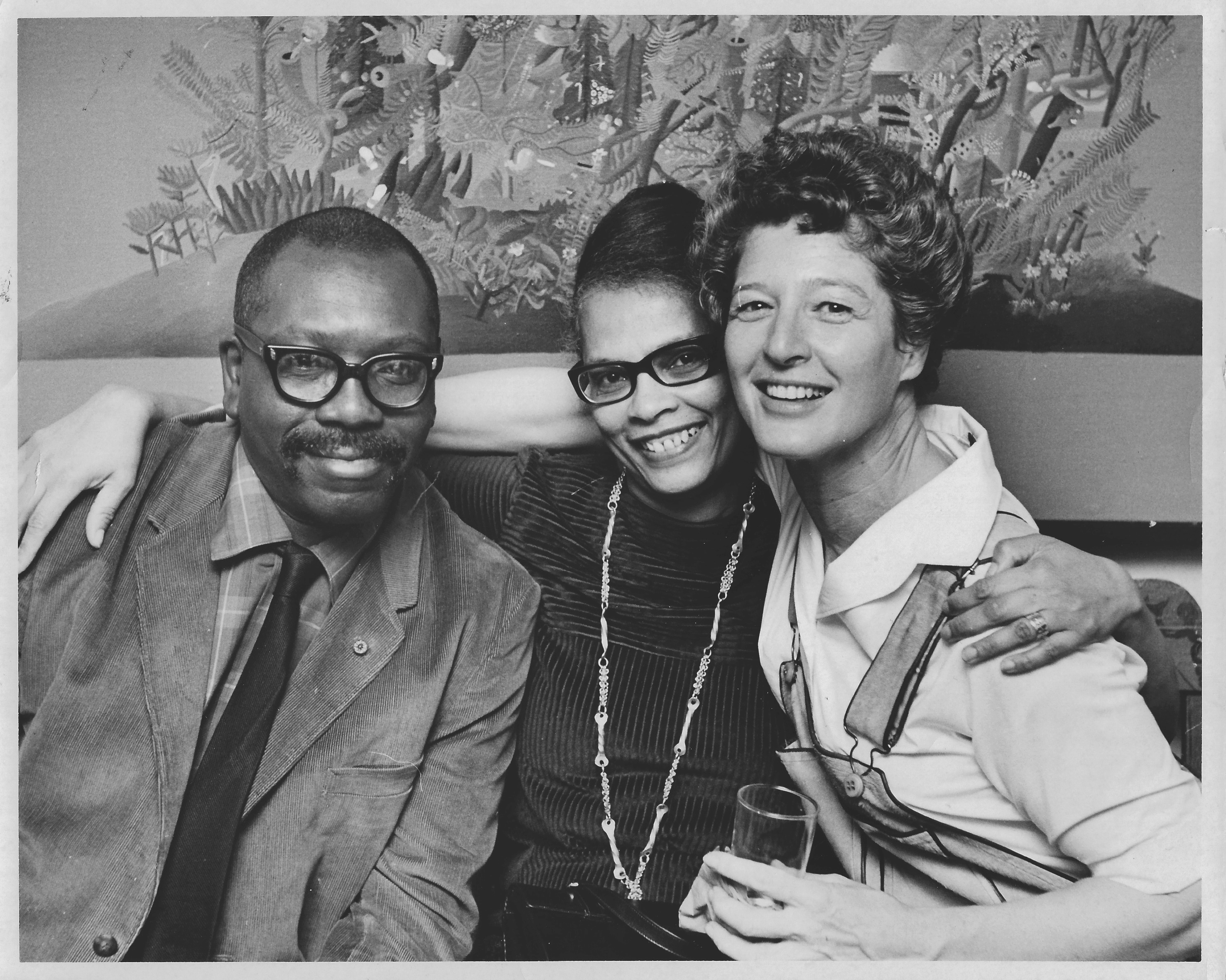
Gwendolyn Knight (Mitte) mit ihrem Ehemann Jacob Lawrence (l.) und der Kunsthändlerin Terry Dintenfass (r.), ca. 1970

Gwendolyn Knight (* 26. Mai 1913 in Bridgetown, Barbados; † 18. Februar 2005 in Seattle, Washington) war eine afroamerikanische Malerin der Harlem Renaissance. Obwohl sie seit den 1930ern künstlerisch tätig war, begann sie erst ab den späten 1960ern, ihre Werke auszustellen. Sie war mit dem Maler Jacob Lawrence verheiratet.

## Leben
Gwendolyn Clarine Knight wurde in Bridgetown auf Barbados geboren. Im Alter von sieben Jahren vertraute ihre Mutter sie Freunden an, die Knight als Pflegekind annahmen und gemeinsam mit ihr in die Vereinigten Staaten von Amerika auswanderten. Ihre Kindheit verbrachte sie in St. Louis und begann schon von klein auf, Porträts zu malen. Als sie dreizehn Jahre alt war, zog ihre Pflegefamilie mit ihr nach Harlem in New York, wo sie an der Wadleigh High School Kunstkurse belegte und für ihre Arbeit einen Preis gewann. 1930 schloss sie die Schule ab und studierte im Anschluss Kunst, sowohl an der Howard University in Washington, D.C. als auch an der Skowhegan School of Painting and Sculpture. Aufgrund der Great Depression musste sie die Akademie jedoch nach zwei Jahren verlassen.
Zurück in Harlem nahm Knight eine Arbeitsstelle bei der Works Progress Administration an und wurde als Assistentin des Wandmalers Charles Alston angestellt. Nebenbei studierte sie am Harlem Community Art Center unter der Leitung der Bildhauerin Augusta Savage, von deren Meisterschaft in der Darstellung von Figuren Knights eigener Stil maßgeblich beeinflusst wurde. Hauptsächlich porträtierte Knight zunächst ihre Bekannten und fertigte Stillleben für sie an. Savage brachte Knight zudem mit der Harlem Renaissance in Berührung und wurde eine Ratgeberin für sie. Knight erzählte später:

„Die wichtigste Lektion, die sie mich lehrte, war, dass ich eine Künstlerin war und meine Arbeit fortsetzen sollte. Für Künstlerinnen war es nicht einfach. Es gab von Anfang an nur wenige Frauen unter den Kunstschaffenden. Als Frau und Künstlerin unterstützt zu werden, war großartig, wenn es anderweitig kaum Ermutigung gab.“

In Alstons Studio begegnete sie schließlich dem um vier Jahre jüngeren Maler Jacob Lawrence, den sie 1941 heiratete. Gemeinsam lebte das Paar in der ersten nicht mehr segregierten Genossenschaft und traf bei einem gemeinsamen Abendessen deren Förderin, Eleanor Roosevelt. Ab 1946 unterrichteten Knight und Lawrence Kunst am Black Mountain College in North Carolina und unternahmen 1964 eine Reise nach Nigeria. Im Jahr 1976 erhielt Lawrence eine Stelle an der University of Washington und Knight zog mit ihm nach Seattle, wo es wie in New York eine aktive Künstlergemeinde gab.
Bereits im Jahr 1967 hatte Knight einige ihrer Werke der Gruppenausstellung Portrayal of the Negroes in American Painting gezeigt und im Jahr 1976 erhielt sie eine erfolgreiche Einzelausstellung im Seattle Museum of Art. Damit wurden ihre Werke zum ersten Mal einer breiteren Öffentlichkeit bekannt und sie verkaufte mehrere Stücke an verschiedene nationale Museen. Dennoch würde Knight stets sagen, dass sie nicht malte, um Anerkennung zu erhalten, auch wenn diese angenehm wäre. Stattdessen war die Malerei etwas, das sie aus eigenem Antrieb und in ihrer eigenen Geschwindigkeit tat. In Seattle machte sie sich zudem einen Namen als Intendantin für Theaterstücke. Weitere Ausstellungen in den Jahren 1988 und 1994 waren sehr erfolgreich und machten sie weithin bekannt.
Im Jahr 2000 gründete sie gemeinsam mit ihren Ehemann die Jacob and Gwendolyn Knight Lawrence Foundation, die ursprünglich dazu gedacht war, junge Künstler zu fördern. Als ihr Mann im selben Jahr starb, löste Knight die Stiftung wieder auf und änderte ihr Testament. Nach ihrem Tod am 18. Februar 2005 verkündete die University of Washington, mit dem Vermächtnis von 250.000 Dollar die Jacob and Gwendolyn Lawrence Endowed Art Scholarship zu begründen, um Stipendien für Kunststudenten zu ermöglichen.

## Kunst
Gwendolyn Knights Schwerpunkt lag hauptsächlich auf Porträts und Stillleben. Ihre Werke zeigen Einflüsse sowohl der afrikanischen Kultur als auch des Impressionismus, aber auch des Tanzes und des Theaters. Bei der Darstellung von Bewegungen arbeitete sie bevorzugt mit Models. „Tanz ist die Art, wie ich zeichne, wie ich arbeite. Ich interessiere mich für Gestik.“ Ihr Stil wird als leicht, luftig und durch wenige Linien definiert beschrieben. Francine Seders, in deren Galerie Knight ausstellte, sagte über sie: „Ich mochte es wirklich, dass sie ihrem eigenen Stil folgte und sich nicht über zeitgenössische Dinge Sorgen machte. Sie machte gern Porträts und Dinge, die man altmodisch nennen würde. Das gefiel mir.“
Zunächst lag der Fokus auf der Darstellung von Menschen, wobei Knight ab den 1990er Jahren auch Pferde in Druck und Gravur darzustellen begann. In beiden Fällen nutzt sie Figuren als sowohl emotionale als auch strukturelle, erzählerische Komponenten. Besonders häufig fertigte sie Bilder über das Leben und die Kultur der Schwarzen an, sowie Landschaftsaquarelle. Oft verwendete sie leuchtende, kontrastierende Farben. Während sie anfangs bevorzugt mit Öl arbeitete, griff sie später auf Anregung von Bekannten auch auf die weniger zeitaufwändige Drucktechnik zurück.

### Werke (Auswahl)
- 1945: The Boudoir
- 1960: Dusk; Head of a Dancer; Still Life
- 1975: Figure Study No. 3
- 1986: Jacob
- 1991: Pleas and Thank Yous: 100 True Stories; Self Portrait
- 1994: Afternoon of a Faun
- 1994: Cat III; Diva
- 1999: The White Dress
- 2002: New Orleans

### Ausstellungen
- 1967: Gruppenausstellung Portrayal of the Negroes in American Painting in der Forum Gallery
- 1976: Ausstellung im Seattle Museum of Art
- 1988: Ausstellung in der Virginia Lacey Jones Gallery in Atlanta
- 1994: Ausstellung in der Francine Seders Gallery in Seattle
- 2001: Ausstellung im Black Mountain College & Arts Center
- 2003: Retrospektive “Never Late for Heaven: The Art of Gwen Knight” (deutsch: „Nie zu spät für den Himmel: Die Kunst von Gwen Knight“) im Tacoma Art Museum und der DC Moore Gallery in New York
- 2003: Gruppenausstellung Legends im Center for the Arts of the African Diaspora in Los Angeles[3]

## Würdigungen
- 1984: Centennial Award of Merit der Arizona State University
- 1993: Women’s Caucus for Art Lifetime Achievement Award
- 1994: Pioneer Award, Twelfth Annual Artists’ Salute to Black History Month
- Caucus Centennial Medaillon des Black Caucus
- Ehrendoktorwürden der University of Minnesota und der Seattle University
- National Honor Award